# Abhandlung über die Politische Ökonomie

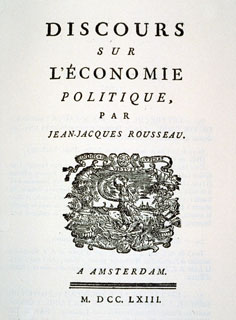
Discours sur l’economie politique Einzeldruck Amsterdam 1763

Abhandlung über die Politische Ökonomie (französisch Discours sur l'economie politique) ist eine etwa 60-seitige Schrift des Genfer Philosophen Jean-Jacques Rousseau (1712–1778). Sie ist im April 1754 begonnen worden und erschien 1755 im Druck als lexikalischer Beitrag im 5. Band der Encyclopédie ou Dictionnaire raisonné des sciences, des arts et des métiers (Enzyklopädie oder ein durchdachtes Wörterbuch der Wissenschaften, Künste und Handwerke) kurz nach seiner einzeln veröffentlichten Abhandlung über den Ursprung und die Begründung der Ungleichheit unter den Menschen.

## Begriffsklärung
Der Begriff Politische Ökonomie taucht erstmals 1615 bei Antoine de Montchrétien auf und bezieht sich auf die Maßnahmen des Staates in Bezug auf wirtschaftliche Verhältnisse. Gleich zu Beginn der Abhandlung zieht Rousseau den Unterschied zwischen der politischen Ökonomie, der „Volkswirtschaft“ und der „häuslichen oder Privatwirtschaft“, die in dem Artikel PÈRE de FAMILLE (Vater der Familie) dargestellt werde. Der Unterschied zwischen beiden bestehe darin, dass ein Vater innerhalb der Familie die Verhältnisse überschauen und in geeigneter Form regeln könne. Der „Staatsführer“ hingegen könne „nur durch die Augen anderer etwas sehen......In der großen Familie, deren Mitglieder naturgemäß gleich sind, kann die politische Autorität, die ihren Einrichtungen nach rein willkürlich ist, nur auf Übereinkünften begründet sein, und ein Beamter anderen Leuten nur aufgrund von Gesetzen befehlen.“
Schon hier erkennt man die von Rousseau später im Gesellschaftsvertrag ausgeführte Grundidee: „Da kein Mensch eine natürliche Gewalt über seinesgleichen hat, und da die Stärke kein Recht gewährt, so bleiben also die Verträge als die einzige Grundlage jeder rechtmäßigen Gewalt unter den Menschen übrig.“

## Inhalt

### Staatsrechtliche Grundlagen
Nach dieser Einführung entwickelt Rousseau seine Gedanken über den Staat („Die große Familie“) immer im Vergleich und Kontrast zu der häuslichen Familie. Die Familie muss sich vergrößern, um ihre ökonomische Basis zu stärken, der Staat hingegen sollte sich darauf konzentrieren, seinen Status zu erhalten und sich zu konsolidieren. In der Familie muss der Mann das Sagen haben, denn die Frau trifft immer auf „einen Augenblick der Handlungsunfähigkeit“, womit die Periode, die Geburt und die Betreuung der Kinder gemeint ist. Anders ist es in der „politischen Gesellschaft“: „Um richtig zu handeln, braucht der Vater nur auf sein Herz zu hören; der Herrscher wird ein Verräter, sobald er auf sein Herz hört. Selbst sein Verstand muss ihm verdächtig sein. Er darf keiner anderen Regel folgen als der öffentlichen Vernunft, die das Gesetz ist.“ Nach seiner Darlegung ist der Staat ein „politischer Körper“, wobei die Legislative („die souveräne Macht“) den Kopf darstellt, „die Gesetze und die Bräuche sind das Gehirn, das Prinzip der Nerven und der Sitz des Verstandes, des Willens und der Sinne, von denen die Beamten und Richter die Organe sind; die öffentlichen Finanzen sind das Blut, die eine weise Wirtschaft, die die Funktionen des Herzens übernimmt, durch den ganzen Körper als Lebensnahrung hindurchverteilt...Der politische Körper ist also auch ein moralisches Wesen, das einen Willen hat.....“

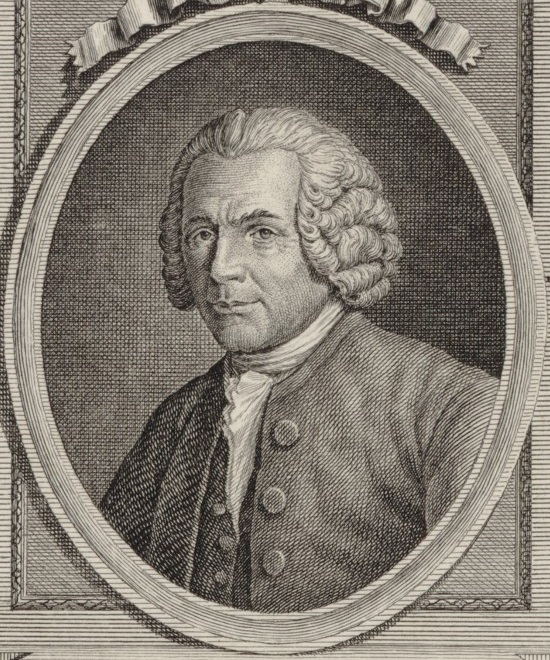
Jean-Jacques Rousseau Kupferstich von Antoine-Claude-François Villerey um 1800

Es folgen weitere Ausführungen und Erklärungen dieser Metapher. Rousseau schildert im Einzelnen, dass jede politische Gesellschaft „aus anderen kleineren Gesellschaften verschiedener Arten (besteht), von denen jede ihre Interessen und ihre Maximen hat…. Diese schweigsamen oder offenkundigen Gesellschaften sind es, die auf so viele verschiedene Art und Weise die Äußerungen des Gemeinwillens durch den Einfluss ihrer Willensäußerungen verändern.“
Innerhalb dieser Gesellschaften nimmt jeder Bürger unterschiedliche Rollen ein, als Priester, Soldat oder Arzt, aber auch in politischen Rollen als Senator oder in anderen Funktionen. Sofern sich innerhalb dieser einzelnen Gesellschaften klar erkennbare Mehrheiten bilden, ist „die Stimme des Volks in der Tat die Stimme Gottes.“
Das bedeutet aber nicht gleichzeitig, dass alle öffentlichen Beschlüsse, wenn sie auf Mehrheiten beruhen, auch immer gerecht sind. Der Wille der Allgemeinheit sei zwar immer für das Gemeinwohl, aber die Privatinteressen könnten sich oft genug durchsetzen. Jedenfalls aber müsse der Gemeinwille als „oberstes Prinzip der Volkswirtschaft und als Grundregel des Regierens“ betrachtet werden und so könne man erkennen, dass die Volkswirtschaft eine volkstümliche und eine tyrannische sein könne: „Die erste ist die Wirtschaft des ganzen Staates, in dem zwischen dem Volk und den führen Interessen-und Willenseinheit herrscht. Die andere muss notwendigerweise überall dort bestehen, wo die Regierung das Volk verschiedene Interessen haben.“
Diesen Konflikt können nur allgemein gültige Gesetze lösen:

„Dem Gesetz allein verdanken die Menschen die Gerechtigkeit und die Freiheit. Dieses heilsame Organ des Gesamtwillens stellt im Recht die natürliche Gleichheit unter den Menschen wieder her. Diese göttliche Stimme diktiert jedem Bürger die Vorschriften der öffentlichen Vernunft und lehrt sie, nach den Maximen ihres eigenen Urteils zu handeln und mit sich selbst nicht in Widerspruch zu sein.“

Die wichtigste Aufgabe der Regierung ist es, die Gesetze auf gerechte Weise durchzusetzen, Um so die Interessen des Einzelnen im Verhältnis zu den Interessen der Allgemeinheit in ein gerechtes und damit ausgewogenes Verhältnis zu bringen. Eine große Gefahr bestehe darin, dass diejenigen, die die Gesetze überwachen, selbst die leichteste Möglichkeit haben, gegen sie zu verstoßen: „Sicher ist, dass die Völker auf Dauer das sind, was die Regierung aus ihnen gemacht hat.“

### Zwei volkswirtschaftliche Grundregeln
Rousseau entwickelt sodann zwei „Regeln der Volkswirtschaft“. Die erste lautet: „...dass die Verwaltung den Gesetzen gemäß ist“; die zweite, dass der in den Gesetzen niedergelegte Gemeinwille auch tatsächlich erfüllt wird: „… macht, dass die Tugend regiert!“ Die erste Regel soll – wie an einzelnen Beispielen gezeigt wird – die Willkür verhindern, die zweite hingegen dafür sorgen, dass einzelne sich in ihrem moralischen Verhalten an ihre Pflicht erinnern, dass es immer um die Abwägung zwischen den individuellen und den staatlichen Interessen geht. Das müsse der Staat den Bürgern beispielhaft zeigen: „Es genügt nicht, wenn man den Bürgern sagt: Seit gut! Man muss sie auch lehren, es zu sein.“
In den folgenden Abschnitten entwickelt Rousseau Vorschläge, die dabei helfen sollen, diese beiden Regeln in die Tat umzusetzen. In immer neuen Wendungen befasst er sich mit dem Problem der Abstimmung der Einzelinteressen gegenüber den Gemeininteressen, die vom solidarischen Grundsatz des Gebens und Nehmens geprägt sein sollten. Hier nimmt er manche Ideen vorweg, die 1761 in der Schilderung der Lebensverhältnisse der Gemeinschaft von Clarence in der Neuen Héloise romanhaft skizziert werden: Im Idealfall sollten die Menschen alles, was sie brauchen, selbst herstellen oder mit anderen tauschen; Arbeit und Freiheit sollten immer miteinander verbunden sein und die Menschen sollten „aus der Arbeit, welche sie bereichert, ein unterbrochenes Fest machen!“ Dieser Gedanke war seinen Zeitgenossen nicht fremd, François Quesnay, ein anderer Enzyklopädist, hatte Ähnliches in der Encyclopédie dargestellt und sie wurde auch von anderen Physiokraten geteilt. An diesen Modellen orientieren sich bis heute Landkommunen, Kibbuzim und ähnliche Versuche.
Der Gedanke der Solidarität erstreckt sich aber nicht nur auf ökonomische Fragen, er ergreift alle Beziehungen, die Staat und Bürger miteinander unterhalten. Jeder Einzelne dürfe sich für das Heil des Vaterlandes opfern, aber keine Regierung könne das von ihm verlangen, denn alle seien gleichermaßen, „mit ihrem Hab und Gut und ihrem Leben zur Verteidigung eines jeden einzelnen von ihnen verpflichtet.“
Man solle das Geld nicht dafür verwenden, Krankenhäuser zu bauen, sondern die Bürger davor zu schützen, krank zu werden, man solle nicht Luxuskünste und Industrien zum Schaden der nützlichen und mühsamen Handwerke fördern, man dürfe den Ackerbau nicht dem Handel opfern und müsse jede Art Bestechlichkeit vermeiden.

### Steuerpolitik
In diesem Abschnitt beschäftigt sich Rousseau sich mit der Frage, wie die von ihm geforderten zwei Regeln der Volkswirtschaft durch geeignete steuerliche Maßnahmen unterstützt werden könnten: „Die Abgabe auf den Boden oder auf das Korn, besonders wenn sie übertrieben ist, erzeugt zwei so schreckliche Nachteile, dass sie auf die Dauer alle Länder, wo sie eingeführt ist, entvölkert und zugrunde richtet.“

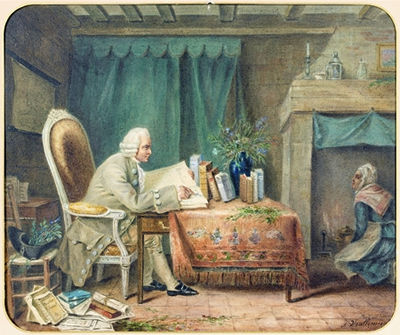
Anne Nicole Voullemier (1792–1882): Rousseau bei der wissenschaftlichen Arbeit

Der erste Nachteil entsteht aus der Tatsache, dass das Geld von Handel und Industrie sich auf die Hauptstädte konzentriert und die Bauern nur wenig Bargeld erhalten, also auch nur schwer in der Lage sind, Steuern zu bezahlen. An dieser Stelle greift er wieder auf die Metapher vom lebenden Organismus zurück, die er zu Beginn der Abhandlung entworfen hat: „Wie soll dann noch ein Mensch leben können, der nur Venen hat und keine Arterien, oder dessen Arterien das Blut nur vier Finger weit vom Herzen wegpumpen?“
Den zweiten Nachteil sieht er darin, dass der Preis für Lebensmittel, den die Händler an den Bauern bezahlen, auch bei fallender Quantität nicht steigt, weil der von den Schwankungen des Marktes abhängige Zwischengewinn immer in der Hand des Händlers bleibt. Selbst wenn der Staat sich im Ausland – sei es durch Exporte oder durch Kredite – Geld verschaffen kann, wird in der Hand des Bauern davon nichts angekommen.
Aus alldem folgt der Rat:

„Der wahre Staatsmann muss seine Augen beim Blick auf die Steuerschüssel über die Finanzobjekte hinaus richten und die Steuerlasten in politisch nützliche Ordnungen verwandeln; und dem Volk den Zweifel nehmen, dass diese Einrichtungen eher das Ziel haben, der Nation zu nutzen als nur Abgaben zustandezubringen.“

Nach Rousseaus Ansicht ist es der beste Weg, in erster Linie alle Importe aus dem Ausland mit Zöllen zu belegen und im Inland Luxusprodukte zu besteuern, die lebensnotwendigen Nahrungsmittel wie Reis und Getreide – so in China – nicht zu besteuern. Zum Schluss schlägt er vor, steuerliche Instrumente zur Lenkung der Wirtschaft einzusetzen: „Wenn die Regierung also z. B. den Gebrauch von Kutschen verhüten kann, so kann sie mit noch größerem Recht eine Kutschengebühr auferlegen, ein weises und nützliches Mittel, den Gebrauch zu tadeln, ohne ihn zum Aufhören zu bringen.“ In den heutigen Tabak – und Alkoholsteuern, aber auch im Bereich des Klimaschutzes wird dieser – nicht unumstrittene –Gedanke der Lenkungsabgabe realisiert.

### Eigentum, Armut und Reichtum
Anders als im Naturzustand, in dem nach Rousseaus Auffassung kein einzelner Mensch Eigentum hätte bilden können oder wollen, wie er in der parallel erschienenen Abhandlung über den Ursprung und die Grundlagen der Ungleichheit unter den Menschen festgestellt hatte, spielt es in der entwickelten Gesellschaft eine bedeutende und unverzichtbare Rolle:

„Gewiss ist, dass das Eigentumsrecht das heiligste von allen Bürgerrechten ist und in gewissen Beziehungen noch wichtiger als die Freiheit selbst. Entweder weil es enger mit der Erhaltung des Lebens zusammenhängt, oder weil die Güter leichter zu entwenden und schwerer zu verteidigen sind als die Person, muss man das, was man leichter rauben kann, höher achten. Oder schließlich, weil das Eigentum die wahre Begründung der menschlichen Gesellschaft der wahre Garant der Verpflichtungen der Bürger ist.“

Die so unvermeidlich entstehenden Eigentumsunterschiede muss der Staat regeln. Eine der wichtigsten Regierungsaufgaben bestehe darin, die „äußerste Ungleichheit der Besitztümer zu verhindern, und zwar nicht dadurch, dass man die Reichtümer ihren Besitzern wegnimmt, sondern dass man alle der Mittel beraubt, sie anzuhäufen.“
Er kritisiert also nicht das Eigentum oder den Reichtum, sondern deren Vermehrung als Selbstzweck. Zu diesem Thema schrieb er am 10. November 1763 an Ludwig Eugen von Württemberg:„Ich kenne nichts so Schwieriges, wenn man reich ist, wie von seinem Reichtum Gebrauch zu machen, um seine Ziele zu erreichen. Das Geld ist im moralischen Mechanismus eine Triebfeder, die aber die Hand, die sie in Betrieb setzt, immer zurückstößt.“ Ein unmittelbarer Eingriff in die Entscheidungen reicher Menschen, wie sie ihr Geld verwenden, sei unmöglich, aber man könne ihre luxuriösen Neigungen zugunsten des Staates ausnutzen: „Solange es Reiche gibt, möchten sie sich von den Armen unterscheiden, der Staat kann sich kein kostspieligeres und sichereres Einkommen schaffen als aus diesem Unterschied.“ In der Folge denkt Rousseau über den Zusammenhang zwischen steuerlichen Instrumenten und ihrer Auswirkung auf andere volkswirtschaftliche Gebiete nach.

## Wirkung

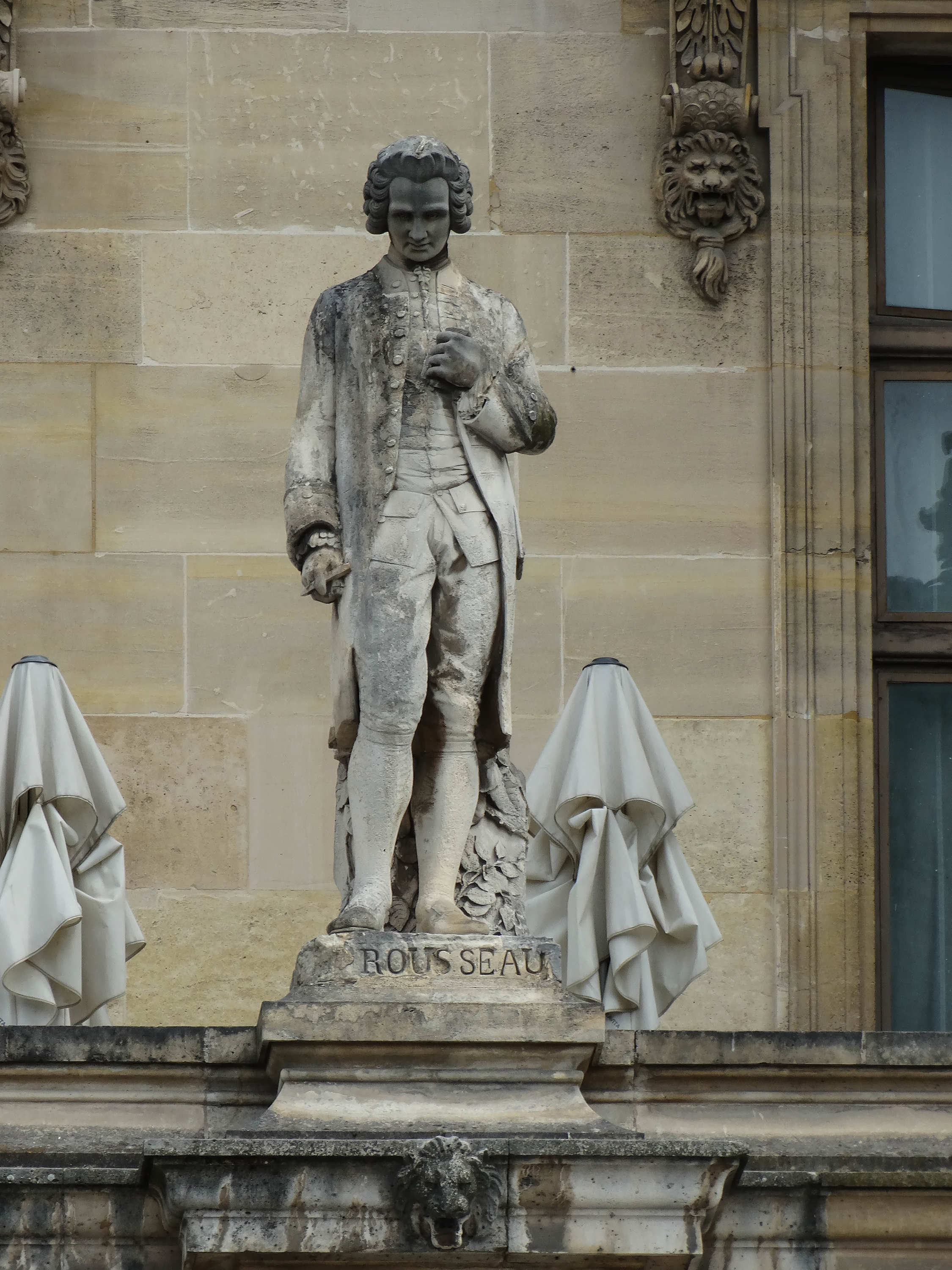
Jean-Baptiste Eugene Farochon: Statue Rousseaus im Louvre

Die Wirkung dieser Abhandlung auf die Zeitgenossen ist schwächer messbar als die der beiden Diskurse von 1750/1755 (Abhandlung über die Wissenschaften und die Künste; Abhandlung über den Ursprung und die Grundlagen der Ungleichheit unter den Menschen), da jene das Ergebnis allgemein beachteter Preisausschreiben waren, diese Abhandlung aber zunächst nur in der Encyclopédie und erst acht Jahre nach ihrem Erscheinen als Einzeldruck veröffentlicht worden ist. Eine deutsche Übersetzung erschien 30 Jahre später im September 1793, als nach der Französischen Revolution die Schriften Rousseaus allgemeinen große Beachtung fanden.
Rousseau hat seine Gedanken zur politischen Ökonomie aber nicht nur in seinen Sachbüchern, so etwa im Gesellschaftsvertrag oder dem Entwurf einer Verfassung für Korsika niedergelegt, wo gefordert wird, dass „ein jeder etwas besitze und niemand zuviel davon habe“. Auch in dem vielgelesenen Briefroman Julie oder die neue Héloise (1761) und in zahllosen Briefen befasst er sich mit den Fragen der politischen Ökonomie. Allerdings hatten seine Schriften– wie Günther Krause schreibt – „nicht den Charakter einer wissenschaftlich klar strukturierten Theorie, genauer: aus ideengeschichtlicher Perspektive konnte es ihn auch noch gar nicht besitzen. Weil also für Rousseau die Wirtschaft noch kein klar definiertes, selbständiges Untersuchungsgebiet darstellte, konnte er demzufolge auch noch nicht die in wissenschaftlichen Begriffen und Theoriegebäuden erfaßten eigenen Gesetzen der Wirtschaft kennen und erkennen bzw. sie auch entsprechend systematisch thematisieren. Es gibt wohl kaum eine der sozialphilosophischen und politischen Schriften Rousseaus, in denen nicht gewichtige ökonomische Fragen der Gesellschaft seiner Zeit sowie in der Geschichte aufgegriffen und behandelt werden. Selbst wenn eine Reihe der von ihm gegebenen Antworten, der von ihm präsentierten theoretischen Ansätze und wirtschaftspolitischen Lösungsempfehlungen strittig und irrelevant sein könnte bzw. ist, so ‚bleiben seine Fragen wichtig und legitim‘.“
Spätere Denker, so vor allem Karl Marx haben sich auf Rousseau berufen:
Peter Sloterdijk: „Wenn Marx seine Theorie der kapitalgetriebenen Wirtschaftsweise fortan in der Form einer „Kritik der politischen Ökonomie“ entwickelte, so auf Grund des von Rousseau inspirierten Verdachts, dass alle Ökonomie auf vorökonomischen Willkürvoraussetzungen beruhe – auf ebenjenen gewaltträchtigen Einzäunungsinitiativen, aus denen, über viele Zwischenschritte, die aktuelle Eigentumsordnung der bürgerlichen Gesellschaft hervorgegangen sei.“
Seine Überlegungen sind auch 300 Jahre nach seinem Geburtstag noch für Grundsatzfragen der Volkswirtschaft von Bedeutung. Joseph Vogl: „In seinem Artikel über die politische Ökonomie.....begreift er Gesellschaft als Gleichgewichtsproblem. Es geht um den Ausgleich zwischen den Einzelwillen, zwischen Interessen und Gemeinwohl, um die Vermittlung zwischen Bedürfnissen und Gütern, um die Zuordnung von Wünschen und passenden Wunschobjekten. Eine universelle Balance.“

### Textausgaben

#### Französisch
- Jean-Jacques Rousseau: Économie politique (Artikel zur „politischen Ökonomie“). In: Diderot/d’Alembert (Hrsg.): Encyclopédie ou Dictionnaire raisonné des sciences, des arts et des métiers (1755). Band V., S. 337–349.

#### Deutsch
- Jean-Jacques Rousseau: Abhandlung über Die politische Ökonomie. Mit einer Einführung von Ludwig Schmidts. Schöningh, Paderborn 1977, ISBN 3-506-99180-9 (französisch: Discours sur l’economie politique. 1755. Übersetzt von Ludwig Schmidts).
- Jean-Jacques Rousseau: Abhandlung über die politische Ökonomie (Économie politique). In: Jean-Jacques Rousseau (Hrsg.): Politische Schriften. Band 1. Schöningh, Paderborn 1977, ISBN 3-506-99180-9, S. 9–57.

### Zur Politischen Ökonomie
- Reinhard Bach: Rousseau und die Physiokraten. Politische Ideengeschichte im begrifflichen Wandel zwischen Aufklärung und Revolution. Böhlau, Wien 2018, ISBN 978-3-412-50019-1.
- Hans Immler: Natur in der ökonomischen Theorie. Teil 1: Vorklassik – Klassik – Marx. Teil 2: Physiokratie – Herrschaft der Natur. Westdeutscher Verlag, Opladen 1985, ISBN 3-531-11715-7.